# Fronta národního odporu
Fronta národního odporu Afghánistánu (NRF), známá též jako Druhý odboj, je afghánské vojenské partyzánské hnutí odporu proti radikálnímu hnutí Tálibán a jeho islamistickému režimu Islámského emirátu Afghánistán. 
Fronta národního odporu se skládá z bývalých příslušníků Severní aliance a odpůrců Tálibánu operující v několika hornatých provinciích Afghánistánu. První základnou odboje se stala provincie Pandžšír, kde se zformoval již po úspěšné ofenzívě Tálibánu v srpnu roku 2021, tj. téměř ihned poté, co se stáhla vojska Spojených států amerických. Do čela hnutí se postavili politik Ahmad Masúd (syn Ahmada Šáha Masúda) a bývalý afghánský viceprezident Amrulláh Sálih, který se v souvislosti s útěkem bývalého prezidenta Ašrafa Ghaního ze země v souladu s afghánskou ústavou prohlásil za úřadujícího prezidenta Afghánistánu.

## Historie
V 90. letech 20. století bylo Pandžšírské údolí (v překladu Údolí pěti lvů) a okolní území srdcem operací tzv. Severní aliance. Je to oblast obývaná převážně Tádžiky, kteří hovoří jazykem darí, a rodiště Ahmada Šáha Masúda, přezdívaného Lev z Pandžšíru, což byl polní velitel protitálibánských sil. Narodil se zde také jeho syn a nástupce Ahmad Masúd.

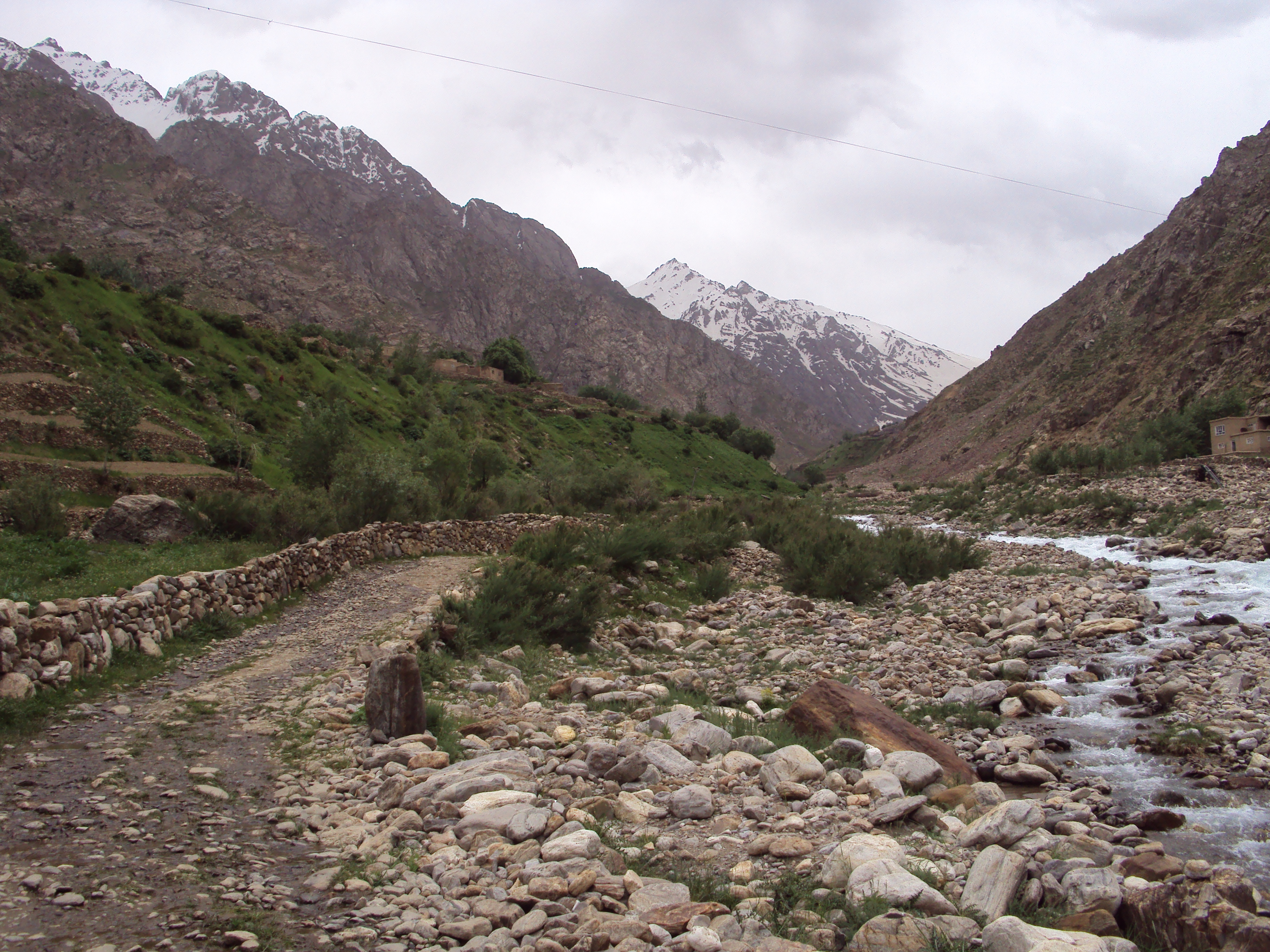
Pandžšírské údolí

13. července 2021 indické vydání listu The Economic Times informovalo, že bývalí vůdci Severní aliance plánují přeskupení v boji proti Tálibánu. 28. července 2021 noviny The Washington Post oznámily, že zbytky Severní aliance byly mobilizovány pro hnutí odporu proti Tálibánu.

### Odboj v Pandžšíru

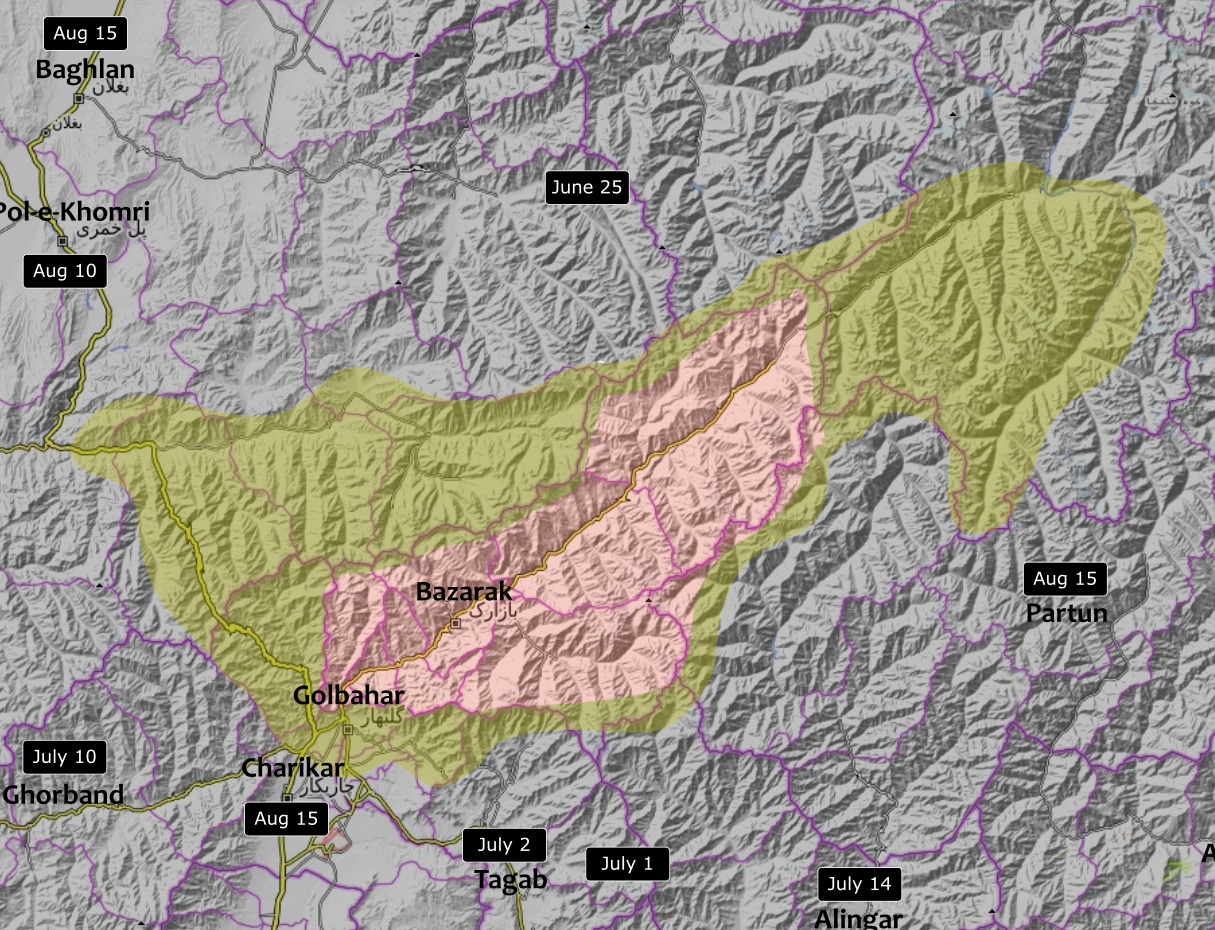
Detailní pohled na území odboje v Pandžšíru (růžová) během ofenzívy Tálibánu v srpnu 2021

V srpnu 2021, po pádu Kábulu, bylo oznámeno, že velký počet protitálibánských sil zamířil do Pandžšírského údolí, jediného regionu Afghánistánu, který ještě nebyl dobyt Tálibánem, aby tam vytvořil baštu odporu. Amrulláh Sálih na svém twitteru odsoudil prezidentův útěk ze země a v souladu s afghánskou ústavou se prohlásil za jediného právoplatného úřadujícího prezidenta Afghánistánu. Afghánská ambasáda v Dušanbe uznala Sáliha za jediného legitimního vůdce země. Sálih vyzval své spoluobčany, aby se postavili proti Tálibánu.

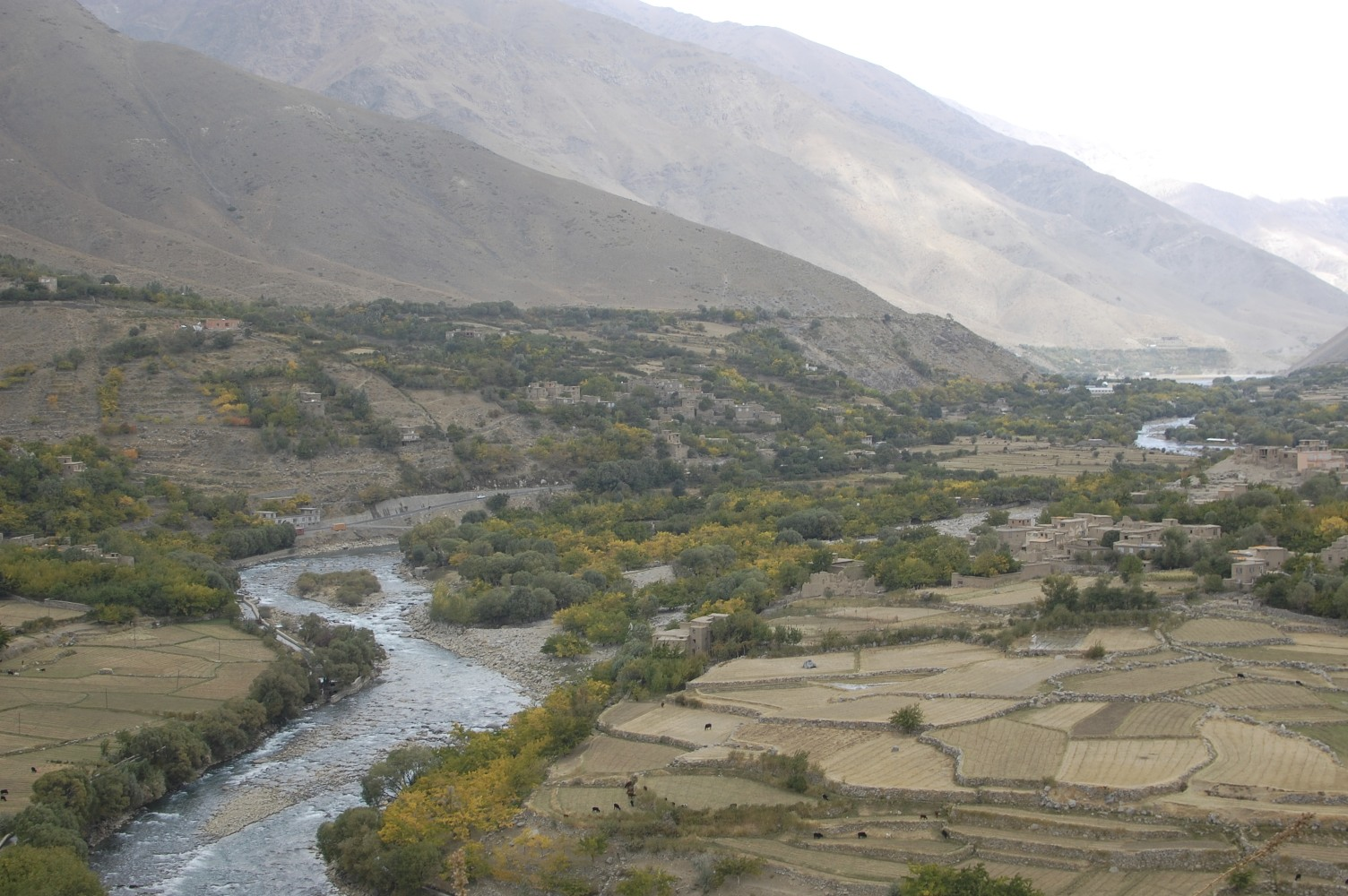
Oblast Pandžšírského údolí ovladaná Masúdem

17. srpna 2021 se objevily nepotvrzené zprávy o přílivu Afghánců k silám odporu. Bývalí afghánští vojáci tádžického původu se začali sjíždět do Pandžšírského údolí na tancích a obrněných transportérech.

### Republikánské povstání
Do 20. srpna 2021 fronta dobyla město Čáríkár a tři okresy v provincii Baghlan. Podle posledních zpráv disponují povstalci silou cca 10 000 ozbrojenců.
21. srpna 2021 bylo oznámeno, že zástupci Fronty národního odporu se setkali s afghánským premiérem Abdulláhem Abdulláhem a bývalým afghánským prezidentem Hámidem Karzajem, aby jednali o potenciálním zřízení přechodné afghánské vlády.
22. srpna 2021 Al-Arabíja uvedla, že zástupci Tálibánu vyzvali Frontu národního odporu, aby do čtyř hodin kapitulovala a převedla ovládaná území pod kontrolu Tálibánu, jinak zahájí útok. Poté, co Masúd kapitulaci odmítl, byly rozpoutány boje, během nichž byla přepadena jedna z hlavních jednotek Tálibánu a tálibové měli více než 300 mrtvých. 23. srpna 2021 zástupci Tálibánu oznámili, že po těžkých bojích dobyli zpět tři okresy v provincii Baghlan a oblehli Masúdovi muže. Mluvčí Tálibánu Zabiulláh Mudžáhid uvedl na Twitteru, že před dalšími boji upřednostňují mírová jednání.
29. srpna 2021 bylo oznámeno, že Tálibán zablokoval mobilní a internetový přísun v provincii Pandžšír, aby vyvinul nátlak na své odpůrce.
31. srpna 2021 zahájily oddíly Tálibánu proti odpůrcům útok.
6. září 2021 Tálibán oznámil, že dobyl celou provincii Pandžšír. Ahmad Masúd, který dříve několikrát toto oznámení vyvrátil, uvedl, že je v bezpečí. Představitelé Fronty národního odporu tvrdí, že stále drží „strategické pozice“.
21. září 2021 bylo americkými výzvědnými službami a bývalými členy afghánské vlády potvrzeno, že Ahmad Masúd uprchl krátce po obsazení Pandžšírského údolí do tádžického Dušanbe. Také Amrulláh Sálih se nachází v blízkosti Dušanbe.

### Další aktivita
V roce 2022 FNO pokračovala v útocích guerillovou taktikou, nicméně nedokázala udržet kontrolu nad žádným územím. V roce 2024 Ahmad Masúd v rozhovoru pro CNN prohlásil, že za poslední rok provedli 207 útoků a že mají ve svých řadách přes 5 tisíc vojáků.

## Reakce
- Ruský velvyslanec v Afghánistánu Dmitrij Žirnov označil odpor za „odsouzený k zániku" a prohlásil, že povstání bude neúspěšné. Žirnov dále uvedl, že Sálihovo prohlášení úřadujícím prezidentem Afghánistánu je protiústavní a dodal, že odpůrci nemají žádnou vojenskou šanci.[30]
- Tálibán označil odpor Pandžšíru za zradu na amnestii, kterou všem odpůrcům nabídl.[31]
- Shankar Roychowdhury, bývalý náčelník generálního štábu indické armády, uvedl, že Indie musí oslovit Pandžírský odboj a další protitálibánské frakce a vytvořit přátelské vazby k Indii.[32]

## Galerie

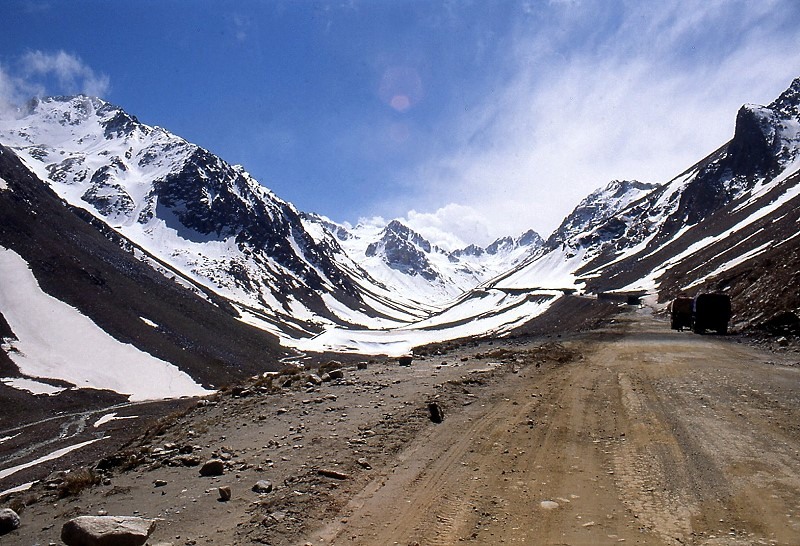
Průsmyk Salang v Hindúkuši je jedním z míst, kde proběhly boje
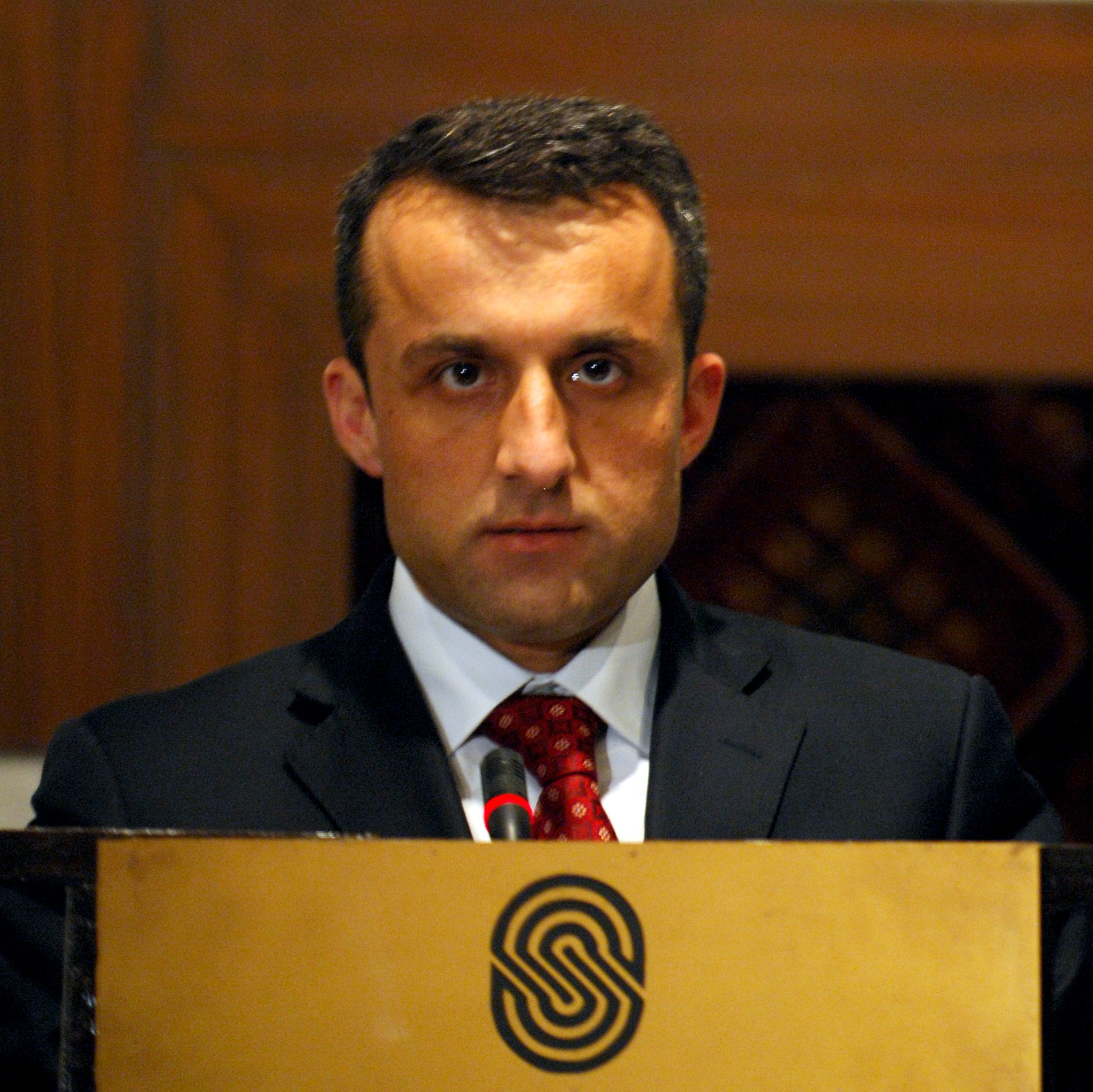
Amrulláh Sálih
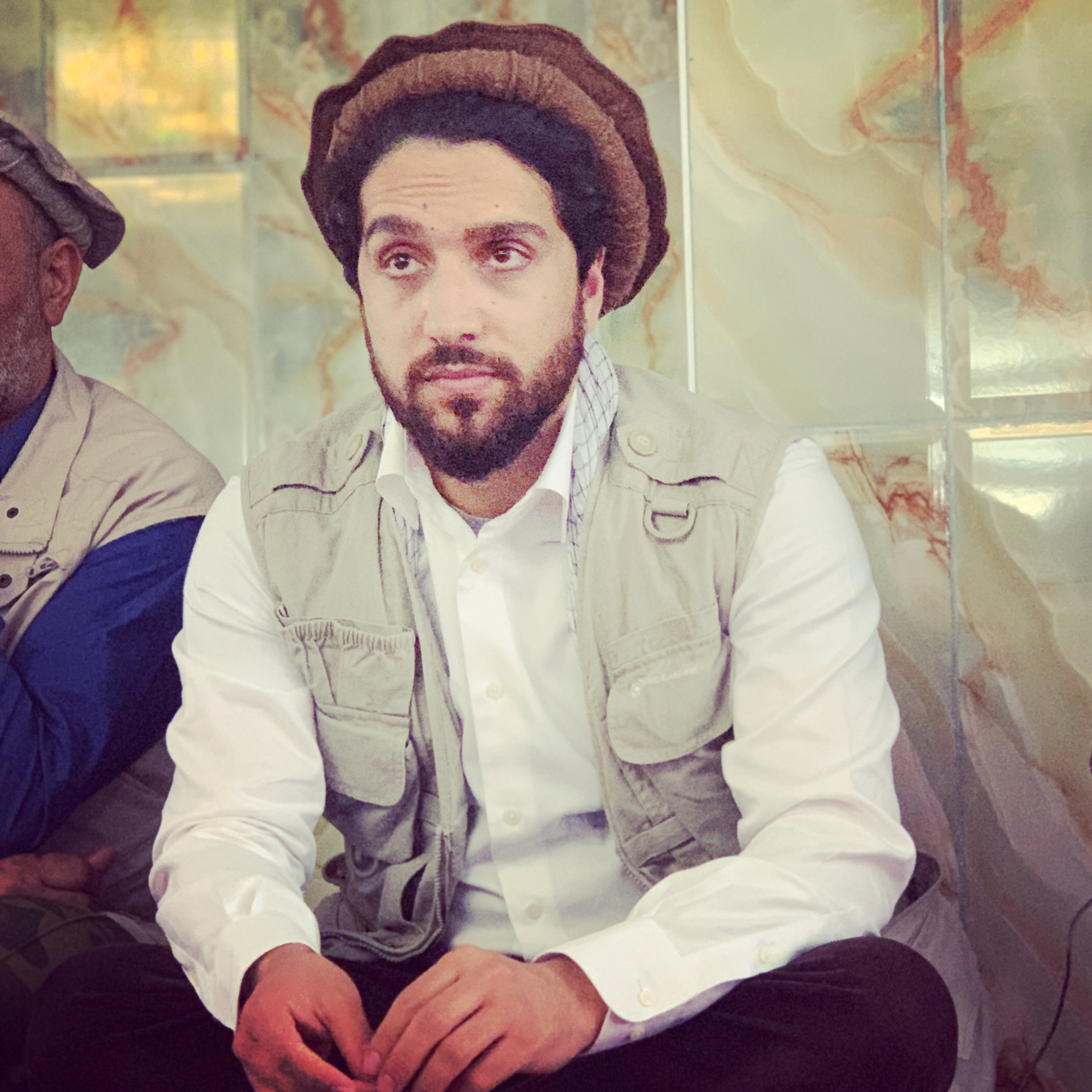
Ahmad Masúd
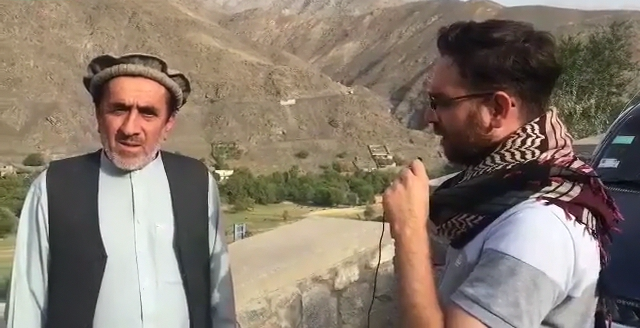
interview s pandžšírským odbojářem
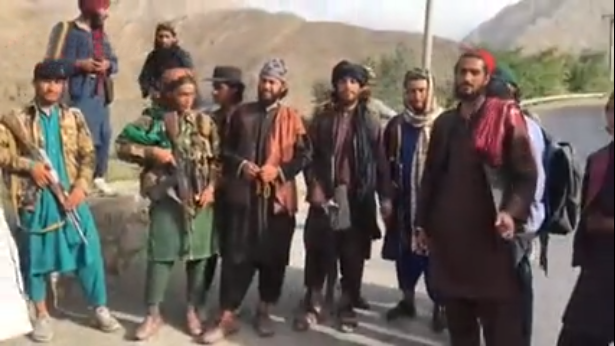
bojovníci Tálibánu v Pandžšíru 11. září 2021
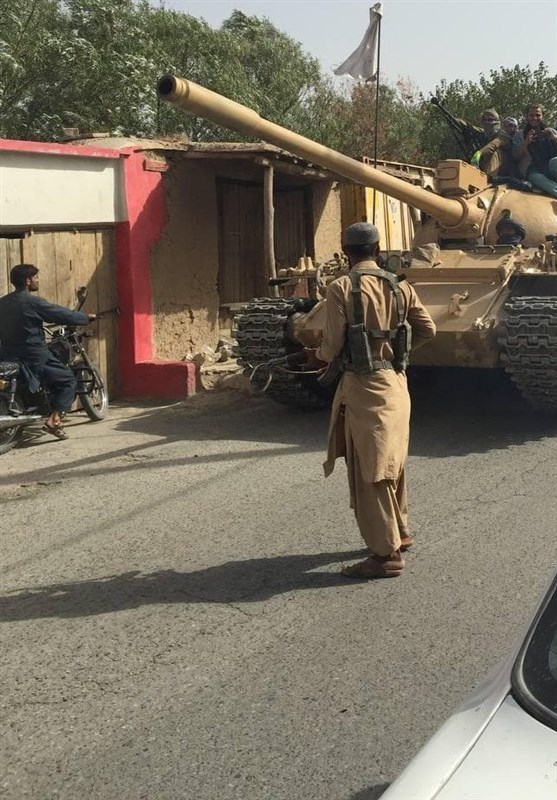
tank tálibů
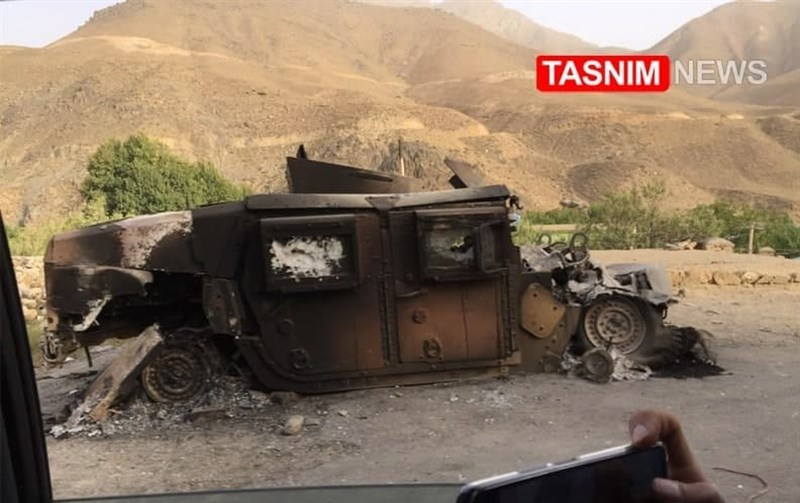
zničené vozidlo v Pandžšíru
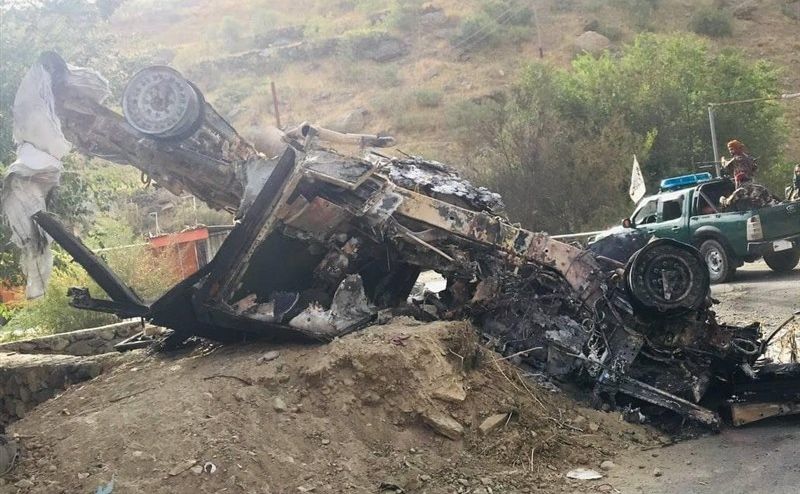
zničené vozidlo v Pandžšíru